# Lepidotrichilia
Lepidotrichilia es un género de plantas fanerógamas perteneciente a la familia (Meliaceae), comprende 4 especies descritas, y de estas, solo dos aceptadas. Es originario de Madagascar.

## Taxonomía
El género fue descrito por (Harms) J.-F.Leroy ex T.D.Penn. & Styles y publicado en Blumea 22(3): 473. 1975.

## Especies aceptadas
A continuación se brinda un listado de las especies del género Lepidotrichilia aceptadas hasta junio de 2014, ordenadas alfabéticamente. Para cada una se indica el nombre binomial seguido del autor, abreviado según las convenciones y usos.
- Lepidotrichilia convallariiodora (Baill.) J.-F. Leroy
- Lepidotrichilia volkensii (Gürke) J.-F.Leroy